# استان منیا
استان منیا (به عربی: محافظة المنيا) یکی از استان‌های کشور مصر است. مرکز این استان شهر منیا است.
این استان ۹ شهرستان، ۹ شهر، ۵۷ دهستان و ۳۴۶ روستا است.
نام آن برگرفته از واژه هیروگلیفی منعت و از نام منعت خوفو است.

## شهرها
| استان     | شهرستان      | جمعیت (۲۰۰۱) | مساحت (کیلومتر²) | تراکم جمعیت (نفر/کیلومتر²) |
| --------- | ------------ | ------------ | ---------------- | -------------------------- |
| من        | ابو قرقاص    | ۳۹۹۶۲۰       | ۶۱۰۰             | ۵۸                         |
| من        | بنی مزار     | ۳۶۳۹۳۰۴      | ۱۹۱۳۰            | ۱۹۰                        |
| من        | دیر مواس     | ۳۷۳۵۲۰۲      | ۱۵۱۵۲            | ۲۴۷                        |
| من        | سمالوط       | ۲۵۷۳۴۸۱      | ۱۵۳۵۹            | ۱۶۸                        |
| من        | عدوه         | ۴۸۷۲۶۲۲      | ۱۰۸۰۷            | ۴۵۱                        |
| من        | مطای         | ۴۴۰۵۵۲۱      | ۱۱۳۹۱            | ۳۸۷                        |
| من        | مغاغه        | ۳۶۸۶۴۶۰      | ۲۱۷              | ۱۶۹۸۸                      |
| من        | ملوی         | ۳۴۷۷۰۷۹      | ۱۱۸۲۳            | ۲۹۴                        |
| من        | منیا         | ۲۵۶۵۴۱۲      | ۱۶۰۲۹            | ۱۶۰                        |
| من        | منیا الجدیده | ۲۵۶۵۴۱۲      | ۱۶۰۰۰            | ۱۶۰                        |
| جمع استان |              | ۳۶۸۶۰۰۰      | ۶۰۲۷۹            | ۶۰                         |